# Лінден (Алабама)
Лінден (англ. Linden) — місто (англ. city) в США, в окрузі Маренго штату Алабама, окружний центр. Населення — 1930 осіб (2020).

## Історія
У 1824 році, французькі емігранти перейменували окружний центр, який до того мав назву «Маренго», на «Гогенлінден» на честь перемоги Наполеона Бонапарта над австрійцями у битві біля цього міста в Баварії у 1800 році. Згодом назва була скорочена до «Лінден».

## Географія
Лінден розташований за координатами 32°18′4″ пн. ш. 87°47′33″ зх. д. / 32.30111° пн. ш. 87.79250° зх. д. (32.301015, -87.792439).  За даними Бюро перепису населення США в 2010 році місто мало площу 9,36 км², з яких 9,27 км² — суходіл та 0,09 км² — водойми.

## Демографія
Згідно з переписом 2010 року, у місті мешкали 2123 особи в 877 домогосподарствах у складі 555 родин. Густота населення становила 227 осіб/км².  Було 1013 помешкання (108/км²).
Расовий склад населення:
| - 51,1 % — білих - 46,7 % — чорних або афроамериканців - 0,4 % — вихідців з тихоокеанських островів - 0,2 % — азіатів - 0,1 % — корінних американців |

До двох чи більше рас належало 0,9 %. Частка іспаномовних становила 2,0 % від усіх жителів.
За віковим діапазоном населення розподілялося таким чином: 20,8 % — особи молодші 18 років, 56,4 % — особи у віці 18—64 років, 22,8 % — особи у віці 65 років та старші. Медіана віку мешканця становила 42,6 року. На 100 осіб жіночої статі у місті припадало 85,1 чоловіків;  на 100 жінок у віці від 18 років та старших — 82,9 чоловіків також старших 18 років.
Середній дохід на одне домашнє господарство  становив 49 645 доларів США (медіана — 29 722), а середній дохід на одну сім'ю — 71 742 долари (медіана — 57 069). За межею бідності перебувало 25,1 % осіб, у тому числі 46,0 % дітей у віці до 18 років та 8,0 % осіб у віці 65 років та старших.
Цивільне працевлаштоване населення становило 780 осіб. Основні галузі зайнятості: освіта, охорона здоров'я та соціальна допомога — 23,3 %, виробництво — 22,2 %, роздрібна торгівля — 13,6 %, публічна адміністрація — 6,9 %.

## Відомі уродженці
- Люсі Ганна (16 липня 1875 — 21 березня 1993) — американська довгожителька, входить в трійку найстаріших жителів Землі за всю історію, а також є найстарішим представником негроїдної раси в історії планети.